# Echinoclathria
Echinoclathria is een geslacht van sponsdieren uit de klasse van de Demospongiae (gewone sponzen).

## Soorten
- Echinoclathria arborea (Tanita, 1968)
- Echinoclathria arcifera (Schmidt, 1880)
- Echinoclathria atlantica Sarà, 1978
- Echinoclathria axinelloides (Dendy, 1896)
- Echinoclathria bergquistae Hooper, 1996
- Echinoclathria beringensis (Hentschel, 1929)
- Echinoclathria chalinoides (Carter, 1885)
- Echinoclathria confragosa (Hallmann, 1912)
- Echinoclathria contexta Sarà, 1978
- Echinoclathria dichotoma (Lévi, 1963)
- Echinoclathria digitata (Lendenfeld, 1888)
- Echinoclathria digitiformis (Row, 1911)
- Echinoclathria egena Wiedenmayer, 1989
- Echinoclathria gibbosa (Keller, 1889)
- Echinoclathria inornata (Hallmann, 1912)
- Echinoclathria leporina (Lamarck, 1814)
- Echinoclathria levii Hooper, 1996
- Echinoclathria minor (Burton, 1959)
- Echinoclathria nodosa Carter, 1885
- Echinoclathria notialis Hooper, 1996
- Echinoclathria noto (Tanita, 1963)
- Echinoclathria oxeata (Bergquist & Fromont, 1988)
- Echinoclathria papyracea (Ridley & Dendy, 1886)
- Echinoclathria parkeri Hooper, 1996
- Echinoclathria reticulata (Bergquist & Fromont, 1988)
- Echinoclathria riddlei Hooper, 1996
- Echinoclathria rimosa (Ridley, 1884)
- Echinoclathria robusta (Keller, 1889)
- Echinoclathria subhispida Carter, 1885
- Echinoclathria translata (Pulitzer-Finali, 1978)
- Echinoclathria vasa Lehnert, Stone & Heimler, 2006
- Echinoclathria waldoschmitti de Laubenfels, 1954